# Melanderia crepuscula
Melanderia crepuscula är en tvåvingeart som beskrevs av Arnaud 1958. Melanderia crepuscula ingår i släktet Melanderia och familjen styltflugor.
Artens utbredningsområde är Kalifornien. Inga underarter finns listade i Catalogue of Life.